# NGC 462
NGC 462 è una galassia ellittica situata nella costellazione dei Pesci a una distanza di Hubble di circa 200 megaparsec dalla Terra.
Fu scoperta  da Albert Marth il 23 ottobre 1864.